# Cheick Keita (2003)
Cheick Keita (Champigny-sur-Marne, 2 april 2003) is een Frans voetballer die sinds 2024 uitkomt voor Sporting Charleroi.

## Clubcarrière
Keita genoot zijn jeugdopleiding bij Saint-Leu 95 FC en Stade de Reims. In de seizoenen 2020/21 en 2021/22 speelde hij telkens één competitiewedstrijd voor het beloftenelftal van Stade de Reims in de Championnat National 2, in het seizoen 2022/23 kwam hij aan elf competitiewedstrijden. Keita maakte dat seizoen ook zijn officiële debuut voor het eerste elftal van de club: op 23 oktober 2022 kreeg hij een basisplaats in de competitiewedstrijd tegen AJ Auxerre (2-1-winst) en speelde hij meteen een volledige wedstrijd mee. Keita, die dat seizoen negen competitiewedstrijden mocht spelen van trainer Will Still (waarvan acht als basisspeler), ondertekende in maart 2023 zijn eerste profcontract bij Stade de Reims, dat hem tot medio 2026 aan de club verbond.
Op 31 augustus 2023 kondigde Stade de Reims aan dat Keita het seizoen op huurbasis zou uitdoen bij SC Bastia, dat geen aankoopoptie bedong in het huurcontract. Keita vormde er geregeld een centraal duo achterin met Yllan Okou en speelde dat seizoen 27 competitiewedstrijden voor de club in de Ligue 2, op één wedstrijd na telkens als basisspeler.  Op 9 maart 2024 speelde hij ook een competitiewedstrijd voor het tweede elftal van de club in de Championnat National 3.
In juli 2024 ondertekende Keita een driejarig contract bij de Belgische eersteklasser Sporting Charleroi. Keita begon als starter aan het seizoen en maakte zijn debuut op de eerste speeldag van het seizoen 2024/25 tegen Royal Antwerp. Later verloor Keita zijn plek aan Aiham Ousou.

## Interlandcarrière
Keita werd in mei 2023 geselecteerd voor het WK onder 20 in Argentinië. Hij sneuvelde er met Frankrijk in de groepsfase. Keita kreeg van bondscoach Landry Chauvin een basisplaats in de groepswedstrijden tegen Zuid-Korea en Gambia.